# Гели, Делфи
Делфи Гели-и-Роура (исп. Delfí Geli i Roura; 22 апреля 1969, Сальт) — испанский футболист, правый защитник. В настоящее время — президент испанского клуба «Жирона».

## Карьера
В начале карьеры Делфи Гели играл на позиции форварда. Первой профессиональной командой для него стала «Жирона». Потом Гели играл в системе Барселоны. 31 января 1990 года он сыграл единственный матч в составе первой команды Барселоны в Ла-Лиге против «Овьедо».
Покинув систему Барселоны Гели переквалифицировался в правого защитника. Он играл в «Альбасете», «мадридском Атлетико» и «Алавесе». В составе столичного клуба он становился чемпионом Испании сезона 1995/96. В том же сезоне стал обладателем Кубка Испании.
В составе «Алавеса» Делфи Гели был одним из основных игроков в составе, который в сезоне 2000/01 дошёл до финала Кубка УЕФА. В решающем матче с «Ливерпулем» именно Гели в овертайме срезал в собственные ворота подачу Гари Макаллистера. Согласно регламенту действовало правило золотого гола и англичане стали победителями.
Закончил карьеру Гели в «Жироне», после чего перешёл на управленческую должность. В июле 2015 года стал президентом этого футбольного клуба.
В начале 1990-х провёл 4 матча в составе национальной сборной Испании, дебютировав в январе 1992 года матчем против Португалии. Также сыграл две игры в составе сборной Каталонии.